# 褚裕之
褚裕之（381年—424年），字叔度，《晉書》作褚喻之，河南陽翟（今河南禹縣）人。東晉外戚，晉恭思皇后褚靈媛兄，他亦是南朝宋的開國元勳。東晉征北將軍褚裒曾孫。褚裕之在南朝宋官至雍州刺史、征虜將軍。

## 生平
褚裕之歷任太宰參軍、車騎參軍、司徒左西屬、中軍諮議參軍，署中兵，加建威將軍等職。義熙五年（409年）隨劉裕北伐南燕。次年盧循進攻建康，命軍隊焚查浦壘，褚裕之亦與諸將盡力作戰，保建康不失。盧循退走後，劉裕命孫處等攻佔了盧循於廣州的根據地，又以褚裕之行廣州刺史。至義熙七年（411年）盧循敗死，褚裕之正式任都督交廣二州諸軍事、建威將軍、領平越中郎將、廣州刺史。褚裕之在廣州又及時遏止桓玄族人襲取廣州的計劃。
褚裕之任廣州刺史四年，期間卻聚斂財物，累積了大筆家財，此事就令他被彈劾免官，並禁錮終身不得入仕。而褚裕之回到建康，哪怕昔日只有一面之緣的人都會送他豐厚的禮品。不久，劉裕就讓他做自己的諮議參軍。義熙十四年（418年），劉裕升任相國，又以褚裕之為相國右司馬。
永初元年（420年），劉裕篡晉稱帝，任命褚裕之為右衞將軍，更以其為士族子弟卻盡心為己服務而下詔封其為番禺縣男，後更加散騎常侍。永初二年，劉裕欲派人暗殺已經遜位的晉恭帝司馬德文，但因司馬德文與褚靈緩終日在一起而難以成事，於是派褚裕之和褚淡之以探望褚靈媛為由分開二人，終成功令士兵進入司馬德文房中將其悶死。永初三年（422年）出任使持節、監雍梁南北秦四州荊州之南陽竟陵順陽義陽新野隨六郡諸軍事、征虜將軍、雍州刺史、領寧蠻校尉、襄陽義成太守。這次褚裕之就顯得清廉儉約，並以此獲人民稱許。
景平二年（424年），褚裕之去世，享年四十四歲。

## 家庭

### 兄弟姐妹
- 褚秀之，裕之長兄，南朝宋太常。
- 褚粹之，褚爽子。
- 褚陟之，褚爽子。
- 褚淡之，(380~424)，《晉書》作褚炎之，南朝宋侍中，裕之次兄，字仲源。
- 褚靈媛，裕之妹，晉恭思皇后。

### 子女
- 褚恬之，嗣子，南琅琊太守。
- 褚寂之，次子，著作佐郎。
- 褚方回

### 孙
- 褚昭，褚恬之子，嗣番禺县男。其子褚瑄嗣。南齐受禅，国除。
- 褚暧，褚寂之子，娶宋文帝第六女琅邪贞长公主，官至太宰参军，早卒。
- 褚成班，褚方回子。

## 延伸阅读
[在维基数据编辑]
 《宋書·卷52》，出自沈约《宋书》
 《南史/卷28》，出自李延壽《南史》